# 103-й меридіан західної довготи
103-й меридіан західної довготи — лінія довготи, що лежить на 103 градуси західніше Гринвіцького меридіана. Вона проходить від Північного полюса через Північний Льодовитий океан, Північну Америку, Тихий океан, Південний океан та Антарктиду до Південного полюса.
В США через 103-й меридіан західної довготи проходить кордон між штатами Нью-Мексико та Оклахома.
103-й меридіан західної довготи формує велике коло разом із 77-мим меридіаном східної довготи.

## Список географічних об'єктів, що перетинає 103° зх. д.
Починаючи на Північному полюсі та рухаючись до Південного полюса, 103-й меридіан західної довготи проходить через:
| Координати                                                   | Країна, територія або море | Примітки                                                                                              |
| ------------------------------------------------------------ | -------------------------- | --- |
| 90°0′ пн. ш. 103°0′ зх. д. / 90.000° пн. ш. 103.000° зх. д.  | Північний Льодовитий океан | |
| 79°15′ пн. ш. 103°0′ зх. д. / 79.250° пн. ш. 103.000° зх. д. | Канада                     | Нунавут — проходить через острови Еллеф-Рінгнес і Тор[en]                                             |
| 78°9′ пн. ш. 103°0′ зх. д. / 78.150° пн. ш. 103.000° зх. д.  | Протока Маклін[en]         | |
| 77°40′ пн. ш. 103°0′ зх. д. / 77.667° пн. ш. 103.000° зх. д. | Північний Льодовитий океан | |
| 76°27′ пн. ш. 103°0′ зх. д. / 76.450° пн. ш. 103.000° зх. д. | Канада                     | Нунавут — проходить через острови Камерон, Ваньє, Массі і Александер                                  |
| 75°33′ пн. ш. 103°0′ зх. д. / 75.550° пн. ш. 103.000° зх. д. | Протока Остін[en]          | |
| 75°25′ пн. ш. 103°0′ зх. д. / 75.417° пн. ш. 103.000° зх. д. | Протока Паррі              | Протока Віконта Мелвілла                                                                              |
| 73°10′ пн. ш. 103°0′ зх. д. / 73.167° пн. ш. 103.000° зх. д. | Протока Мак-Клінток        | Проходить західніше острова Принца Уельського, Нунавут, Канада                                        |
| 70°41′ пн. ш. 103°0′ зх. д. / 70.683° пн. ш. 103.000° зх. д. | Канада                     | Нунавут — проходить через острів Вікторія                                                             |
| 68°48′ пн. ш. 103°0′ зх. д. / 68.800° пн. ш. 103.000° зх. д. | Затока Королеви Мод        | |
| 67°54′ пн. ш. 103°0′ зх. д. / 67.900° пн. ш. 103.000° зх. д. | Канада                     | Нунавут Північно-Західні території Саскачеван                                                         |
| 49°0′ пн. ш. 103°0′ зх. д. / 49.000° пн. ш. 103.000° зх. д.  | США                        | Північна Дакота Південна Дакота Небраска Колорадо Становить кордон між Нью-Мексико та Оклахомою Техас |
| 29°9′ пн. ш. 103°0′ зх. д. / 29.150° пн. ш. 103.000° зх. д.  | Мексика                    | Коауїла Дуранго Сакатекас Халіско Мічоакан Халіско — проходить через озеро Чапала Мічоакан            |
| 18°10′ пн. ш. 103°0′ зх. д. / 18.167° пн. ш. 103.000° зх. д. | Тихий океан                | |
| 60°0′ пд. ш. 103°0′ зх. д. / 60.000° пд. ш. 103.000° зх. д.  | Південний океан            | |
| 72°21′ пд. ш. 103°0′ зх. д. / 72.350° пд. ш. 103.000° зх. д. | Антарктида                 | Проходить через Землю Мері Берд, на яку жодна країна не претендує                                     |
| 73°15′ пд. ш. 103°0′ зх. д. / 73.250° пд. ш. 103.000° зх. д. | Південний океан            | Море Амундсена                                                                                        |
| 74°52′ пд. ш. 103°0′ зх. д. / 74.867° пд. ш. 103.000° зх. д. | Антарктида                 | Проходить через Землю Мері Берд, на яку жодна країна не претендує                                     |